# الخالق (فلم 2023)
الخالق (بالإنجليزية: The Creator) هو فيلم خيال علمي دراما أمريكي من تأليف وإخراج غاريث إدواردز وبطولة جون ديفيد واشنطن، جيما تشان، رالف إنيسون، أليسون جاني وكين واتانابي.

## روابط خارجية
مقالات تستعمل روابط فنية بلا صلة مع ويكي بيانات